# 滿懷歉意的Kissing You
《滿懷歉意的Kissing You》（ごめんなさいのKissing You）是日本女子組合E-girls的第6张单曲，於2013年10月2日由rhythm zone发售。

## 概要
- 與前作《CANDY SMILE》不同，E-girls全員均有選拔並參與。
- 此單曲是Flower的水野繪梨奈退出E-girls和Flower前最後參與的單曲，亦是川本璃和須田安娜首次以Happiness正規成員參與、EGD的中嶋桃花首次選拔並參與的單曲。
- A面曲《滿懷歉意的Kissing You》是電影《謝罪大王》主題曲。
- B面曲《初戀》為組合Flower的歌曲，並作為Flower於《武者修行》與Happiness對決中獲勝的獎品。此曲是品牌Samantha Thavasa「Samantha×Kawaii×Art」電視廣告歌曲和朝日電視台「musicる TV」2013年10月份片尾曲
- B面曲《Fancy Baby》是富士電視台「めざにゅ〜」主題曲
- B面曲《戀愛Boogie・Woogie・Train》是E-girls第4首翻唱歌曲，原唱者為Ann Lewis
- 此單曲有2個版本，分別有「CD+DVD」和「CD ONLY」。「CD+DVD」收錄了《滿懷歉意的Kissing You》的Music Video。
- 在10月14日於公信榜单曲週排行榜取得第2位，是E-grils出道以來最高銷量單曲。
- 在第64回NHK紅白歌合戰以組曲形式演唱（Follow Me + 滿懷歉意的Kissing You）

## 選抜成员

### 滿懷歉意的Kissing You
- 螢光字為主唱
  - Dream：Shizuka、Aya、Ami、Erie
  - Happiness：SAYAKA、楓、藤井夏戀、MIYUU、YURINO、杉枝真結、川本璃、須田安娜
  - Flower：水野繪梨奈、藤井萩花、重留真波、中島美央、鷲尾伶菜、武藤千春、市來杏香、坂東希、佐藤晴美
  - EGD：武部柚那、武田杏香、萩尾美聖、稲垣莉生、石井杏奈、山口乃乃華、生田梨沙、中嶋桃花

- 上一首單曲《CANDY SMILE》的選拔成員全部入選了本次的選拔成員。而第一次入選選拔組有EGD的中嶋桃花、川本璃和須田安娜首次以Happiness正規成員選拔。
- Aya、Erie、MIYUU、YURINO、川本璃、重留真波、中島美央、武藤千春、市來杏香、坂東希、武部柚那、武田杏香、萩尾美聖、稲垣莉生、山口乃華繼《THE NEVER ENDING STORY ～告訴你一個小秘密～》後重回選拔組；杉枝真結繼《One Two Three》後重回選拔組。
- 與前一張單曲《CANDY SMILE》的選拔名單比較，藤井夏戀落選主唱位置。
- 木津玲奈因已離隊而沒有在選拔名單上

### 初戀
此為Flower的歌曲。
- 螢光字為主唱
  - 水野繪梨奈、藤井萩花、重留真波、中島美央、鷲尾伶菜、武藤千春、市來杏香、坂東希、佐藤晴美

### Fancy Baby
- 主唱：武部柚那、川本璃

### 戀愛Boogie・Woogie・Train
- 主唱：Shizuka、Aya、Ami、Erie、川本璃、鷲尾伶菜、武藤千春、武部柚那

## 收錄内容

### CD
1. 滿懷歉意的Kissing You
（作詞:Yu Shimoji、作曲・編曲:CLARABELL(RzC)）
2. 初戀／Flower
（作詞:Narumi Yamamoto、作曲:Chris Meyer・Takumi Tsukada・Grace、編曲:POCHI）
3. Fancy Baby
（作詞:Kanata Okajima、作曲:John Hallgren・Kanata Okajima、編曲:John Hallgren）
4. 戀愛Boogie・Woogie・Train（恋のブギ・ウギ・トレイン）
（作詞:Minako Yoshida、作曲:Tatsuro Yamashita、編曲:Yuta Nakano）
5. 滿懷歉意的Kissing You (Instrumental)
6. 初戀 (Instrumental)
7. Fancy Baby (Instrumental)
8. 戀愛Boogie・Woogie・Train (Instrumental)

### DVD
1. 滿懷歉意的Kissing You（Music Clip）
2. 滿懷歉意的Kissing You（Making）